# IAUDIO
iAUDIO – marka należąca do firmy Cowon. Pod marką iAUDIO produkowane są przenośne odtwarzacze audio.

## Odtwarzacze flash

### CW100, CW200, CW250, CW300
Nieprodukowane już, pierwsze odtwarzacze.

### iAUDIO 4 (CW400)
Nieprodukowany już, miał m.in. efekty BBE i 124-kolorowe podświetlenie, zasilany baterią AAA.

### iAUDIO U2
Odtwarzacz ze zintegrowaną wtyczką USB i wbudowanym akumulatorem litowym. Ma m.in. efekty BBE.

### iAUDIO G3
Od U2 różnił się wyglądem i zasilaniem z baterii AA. Ma m.in. efekty BBE.

### iAUDIO G2
Prostsza wersja G3. Nie ma radia, USB2.0 (ma USB1.1) i nie może nagrywać bezpośrednio do MP3 (tylko do ADPCM WAV).

### iAUDIO 5
Kontynuacja iAUDIO 4. Ma m.in. efekty BBE i 1000-kolorowe podświetlenie, zasilany baterią AAA.

### iAUDIO 7

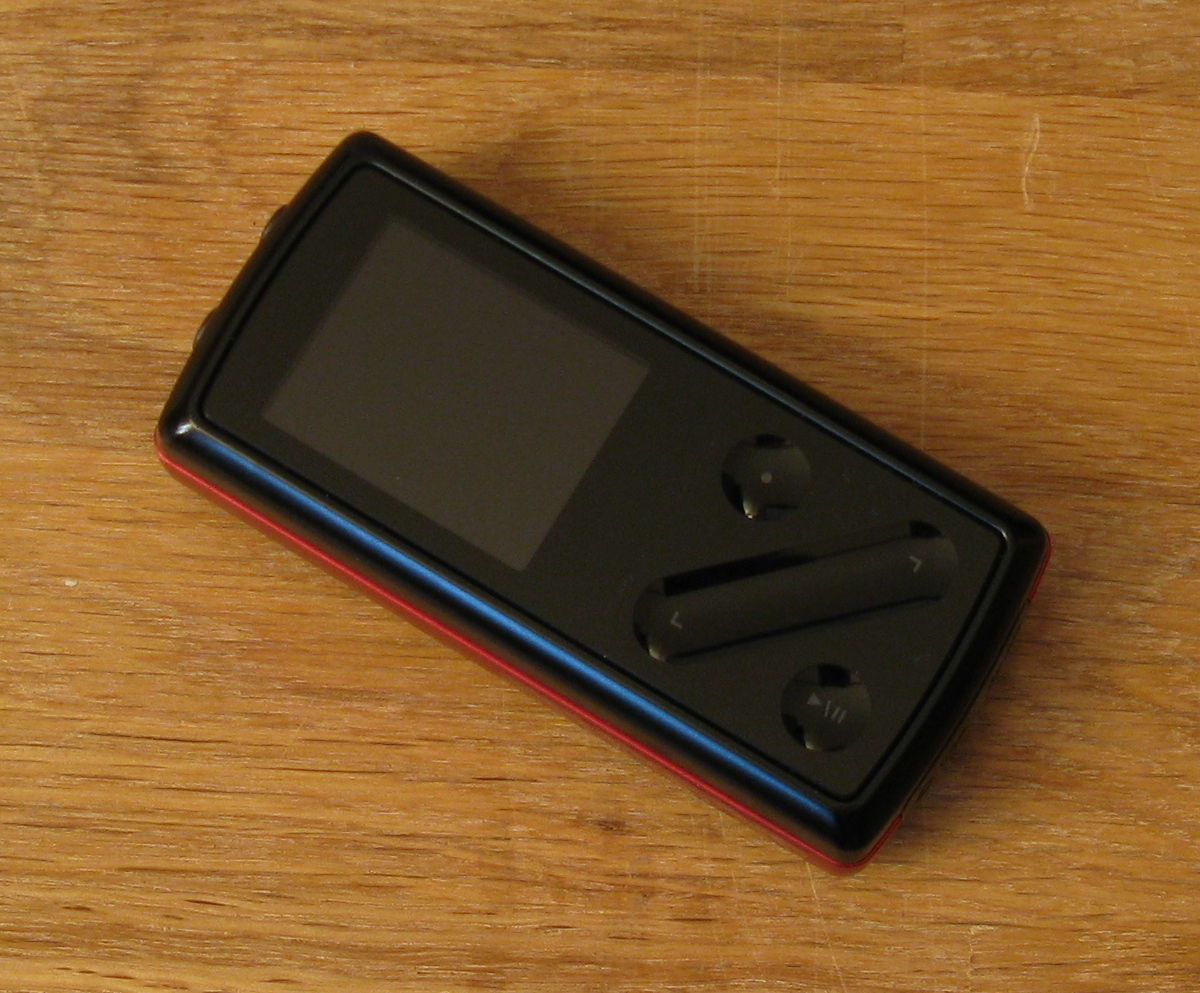
Cowon iAUDIO 7

Ulepszona wersja iAudio 6, oparta na pamięci Flash oraz mającą większą baterię, zapewniającą (według producenta) aż 60-godzinną autonomię.

### iAUDIO F1
Odtwarzacz stylizowany na bolid F1, ma m.in. efekty BBE, wyświetlacz OLED i wbudowany akumulator litowy.

### iAUDIO U3

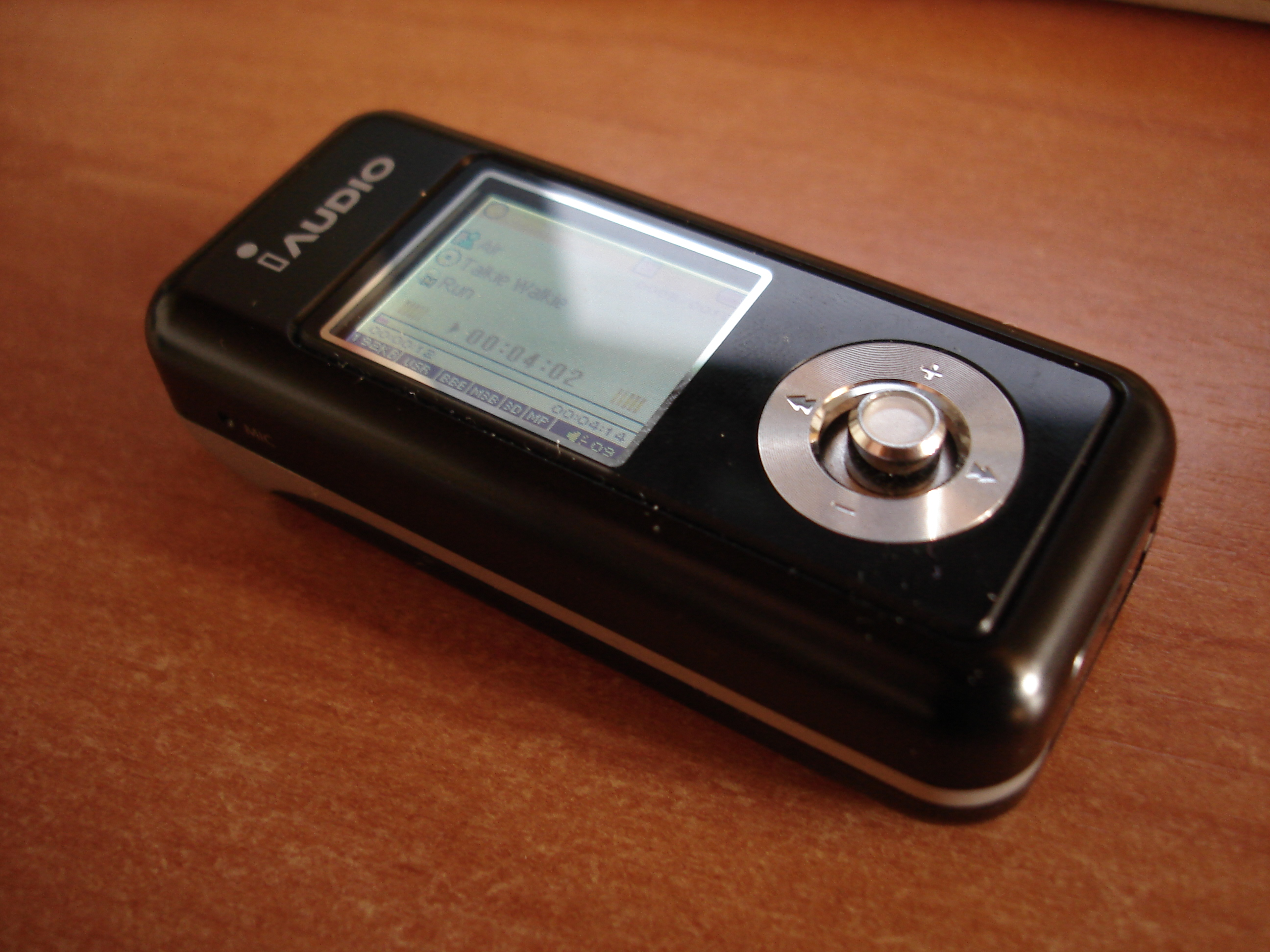
iAudio U3

Kontynuacja iAUDIO U2. Ma m.in. efekty BBE i wbudoany akumulator litowy. Ma możliwość odtwarzania odpowiednio przygotowanych filmów (video: XviD, audio: MP3). Obsługuje bezstratny kodek FLAC.

### iAudio F2
Nowy odtwarzacz, przypominający wyglądem malutki telefon komórkowy. Interfejs jest prawie ten sam, co w iAudio U3. MA efekty BBE i wbudowany akumulator, wystarczający na 22 godziny grania (w oparciu o testy producenta). Możliwe jest odtwarzanie filmów w rozdzielczości do 160x128 px. przy 15 fps. Poza tym ma wbudowany mikrofon i wejście line-in, umożliwiające nagrywanie dźwięku i kompresję "w locie". Podobnie jak U3 obsługuje bezstratny kodek FLAC.

## Odtwarzacze z dyskiem twardym

### iAUDIO M3
Pierwszy odtwarzacz z dyskiem twardym. Nie miał wyświetlacza (miał przewodowy pilot z wyświetlaczem). Miał m.in. efekty BBE i wbudowany akumulator litowy.

### iAUDIO X5
To M3 w nowej obudowie, z kolorowym wyświetlaczem LCD. Ma m.in. efekty BBE, wbudowany akumulator litowy (pojemność 950 mAh) oraz USB Host. Ma możliwość odtwarzania odpowiednio przygotowanych filmów (video: XviD oraz Divx, audio: MP3).
Wersja X5L ma dwa akumulatory (jeden identyczny z X5, oraz drugi większy znajdujący się za HDD) o dwu i półkrotnie większej pojemności (drugi akumulator 2200 mAh), lecz jest o około 50g cieższa oraz około 5mm grubsza od standardowej wersji. Akumulator w X5L ładuje się około pięciu godzin (w X5 – 2h).

### iAUDIO M5
Prostsza wersja X5. Nie ma radia, kolorowego wyświetlacza (ma monochromatyczny) i USB Host.
Wersja M5L ma dwukrotnie pojemniejszy akumulator.

### iAUDIO 6
"Kontynuacja" iAUDIO 5. Ma m.in. efekty BBE, wbudowany akumulator litowy oraz USB Host. Ma możliwość odtwarzania odpowiednio przygotowanych filmów (video: XviD, audio: MP3).

### iAUDIO X7
Kontynuacja najlepszych cech odtwarza X5. Teraz z dyskiem 60/80/120/160GB, dotykowym ekran 4,3” o krystalicznej jasności Wide TFT LCD 480X272, długim czasem odtwarzania: audio (formaty: MP3, WMA, FLAC, OGG, APE, WAV) - max. 103 godz. / wideo (formaty: AVI, WMV, ASF) - max. 10 godz., bez Wi-Fi.